# Demansia rufescens
Demansia rufescens är en ormart som beskrevs av Storr 1978. Demansia rufescens ingår i släktet Demansia och familjen giftsnokar och underfamiljen havsormar. Inga underarter finns listade i Catalogue of Life.
Arten förekommer i regionen Pilbara i delstaten Western Australia i Australien. Den hittas även på flera tillhörande öar. Habitatet utgörs av klippiga områden med gräs av släktet Spinifex, av torra buskskogar och av öppna skogar. Demansia rufescens jagar främst små ödlor. Honor lägger ägg.
För beståndet är inga hot kända. IUCN listar arten som livskraftig (LC).